# Marine Vandtårnet
Marine Vandtårnet (også Mørviger Marine Vandtårn) er et vandtårn beliggende i Flensborg-bydelen Mørvig. Det blev bygget i 1908 ved siden af Marineskole Mørvig, og det tjente til skolens vandforsyning. I 2010 blev tårnet solgt til private, og senere ombygget til beboelse. På to etager findes der 55 m² boligareal.